# Момоти-Гурне
Момоти-Гурне (пол. Momoty Górne) — село в Польщі, у гміні Янів-Любельський Янівського повіту Люблінського воєводства.
Населення — 399 осіб (2011).
У 1975-1998 роках село належало до Тарнобжезького воєводства.

## Демографія
Демографічна структура станом на 31 березня 2011 року:
|          | Загалом | Допрацездатний вік | Працездатний вік | Постпрацездатний вік |
| -------- | ------- | ------------------ | ---------------- | -------------------- |
| Чоловіки | 194     | 39                 | 141              | 14                   |
| Жінки    | 205     | 47                 | 116              | 42                   |
| Разом    | 399     | 86                 | 257              | 56                   |